# Yacouba Coulibaly
Yacouba Coulibaly est un footballeur international burkinabé né le 2 octobre 1994 à Bobo-Dioulasso au Burkina Faso. Il évolue au poste de défenseur.

## Biographie

### En équipe nationale
Il joue son premier match en équipe du Burkina Faso le 25 octobre 2015, contre le Nigeria. Ce match qui se solde par un score nul et vierge rentre dans le cadre des éliminatoires du championnat d'Afrique 2014.
Yacouba Coulibaly joue sa première CAN avec les Étalons du Burkina Faso en 2017 au Gabon où ils terminent à la troisième place.

## Palmarès
- Championnat du Burkina Faso en 2015 avec le Racing Club de Bobo
- troisième de la can Gabon 2017 (médaillés de bronze)avec l’équipe nationale du Burkina Faso (catégorie A)